# 루시아나 아이마르
루시아나 파울라 아이마르(스페인어: Luciana Paula Aymar, 스페인어 발음: [luˈsjana ajˈmaɾ], 1977년 8월 10일~)는 아르헨티나의 전직 필드하키 선수이다. 역대 최고의 여자 필드하키 선수로 평가받고 있으며 국제 하키 연맹(FIH) 올해의 선수상을 8회(2001, 2004, 2005, 2007, 2008, 2009, 2010, 2013) 수상하여 역대 최다 기록을 보유하고 있다.
현역 시절 국제 대회에 아르헨티나 대표팀의 일원으로 활동했으며 올림픽 은메달 2개, 동메달 2개, 하키 월드컵 2회 우승, 챔피언스트로피 6회 우승을 달성했다.

## 경력
- 2008년 하계 올림픽 여자 하키 국가대표
- 2012년 하계 올림픽 여자 하키 국가대표

## 수상

### 개인
- 국제 하키 연맹(FIH) 올해의 선수 : 2001, 2004, 2005, 2007, 2008, 2009, 2010, 2013